# Ciepło wybuchu
Ciepło wybuchu – ilość ciepła wydzielonego w czasie wybuchu przypadająca na jednostkę masy materiału wybuchowego. Zazwyczaj podawane w kJ/kg.
Ciepło wybuchu jest jednym z podstawowych parametrów do oceny zdolności roboczej materiału wybuchowego.
Ciepło wybuchu można zmierzyć za pomocą bomby kalorymetrycznej albo wyliczyć teoretycznie jako różnicę ciepła tworzenia materiału wybuchowego i produktów reakcji po wybuchu.